# Абрамов Олексій Геннадійович
Олексі́й Генна́дійович Абра́мов (15 січня 1988 , Сєверодвінськ, Архангельська область ) — російський футболіст, півзахисник.

## Кар'єра
Футболом почав займатися в Сєверодвінську під керівництвом тренера Ю. Ільїна. У 2003 році переїхав до Ярославля. Вихованець ярославського футболу. У 17 років підписав свій перший професійний контракт із «Шинником», який виступав у Прем'єр-лізі. У ярославському клубі грав у складі дублерів. Дебютував у турнірі дублерів 27 травня 2005 року в матчі проти дубля московського «Торпедо», вийшовши на поле на 38-й хвилині замість Дарко Малетича. Всього за два сезони в команді Олексій взяв участь у 32 матчах. У 2006 році «Шинник» здобув лише одну перемогу, посів шістнадцяте місце в турнірній таблиці та вилетів із Прем'єр-ліги.
У 2007 році переїхав до чемпіонату Латвії, підписавши контракт із клубом «Дінабург». У його складі 7 квітня 2007 року дебютував у Вищій лізі Латвії в матчі першого туру проти «Юрмали-VV», замінивши на 70-й хвилині Артема Яшкіна. 25 червня 2008 року в матчі чемпіонату проти ризького «Олімпу» забив свій перший м'яч у професійній кар'єрі, встановивши на 87-й хвилині остаточний рахунок у матчі — 2:0. За підсумками першої частини чемпіонату «Дінабург» увійшов до шістки команд, які продовжували боротьбу за чемпіонство та розподіл місць у єврокубках. Того ж року Абрамова віддали в оренду до кінця сезону в інший клуб із Даугавпілса — «Даугаву». Після завершення сезону повернувся до Росії, підписавши контракт із клубом «Астрахань». Перший матч за команду зіграв 5 квітня 2009 року, вийшовши в стартовому складі у грі проти «Ставрополя». Астраханці тоді програли з рахунком 0:3. 11 липня в матчі проти волгоградського «Ротора» оформив дубль, що допомогло його команді здобути перемогу.
На початку 2011 року підписав контракт із новоросійським «Чорноморцем». 4 квітня дебютував у Першості ФНЛ у матчі проти оренбурзького «Газовика».